# زبان ابتدایی

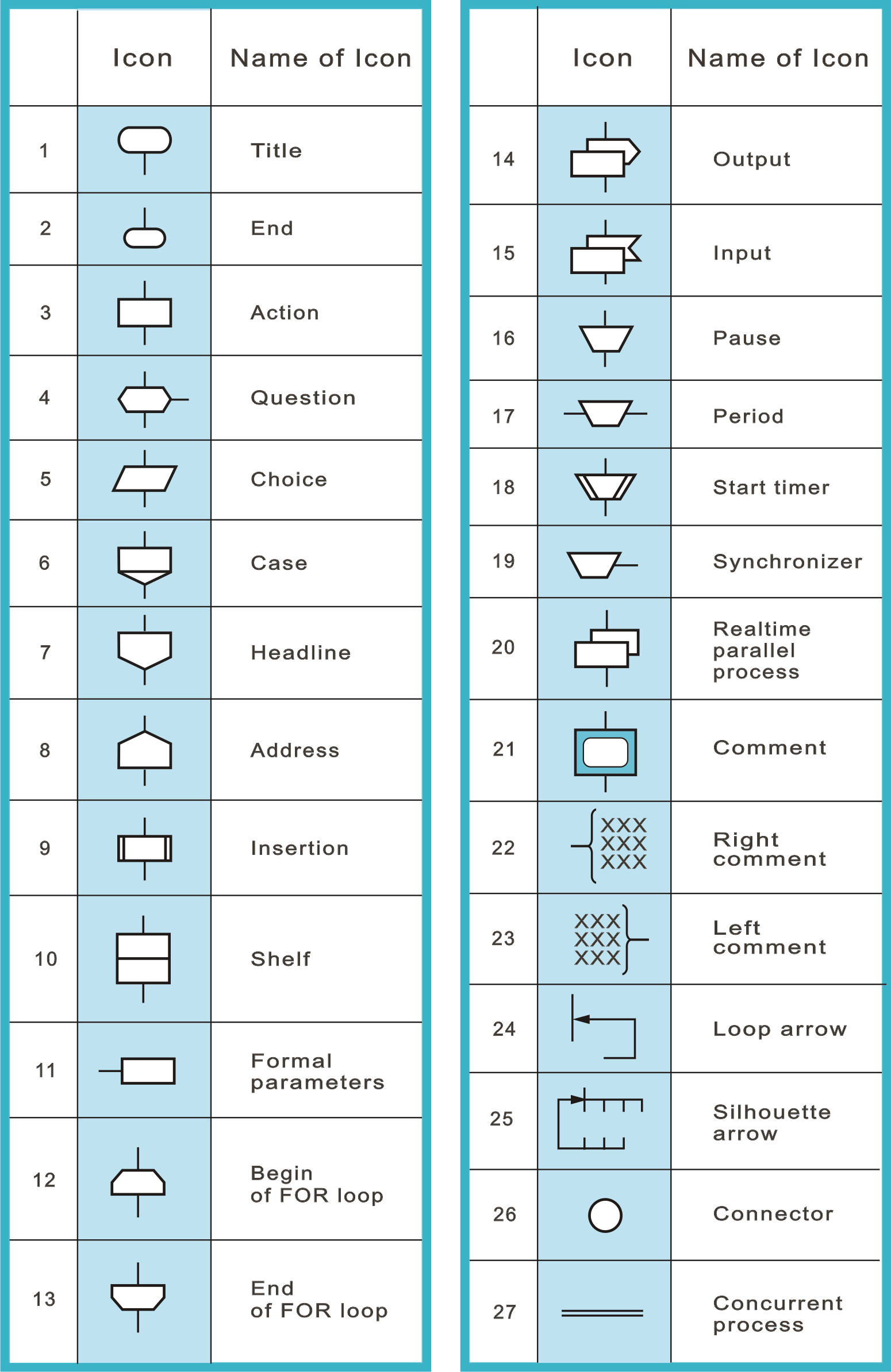
اصول اولیه در زبان برنامه نویسی بصری DRAKON

در محاسبات، زبان های اولیه ساده ترین عناصر موجود در یک زبان برنامه نویسی هستند. یک اولیه کوچکترین "واحد پردازش" موجود برای برنامه نویس یک ماشین معین است، یا می تواند عنصر اتمی یک عبارت در یک زبان باشد.
بدوی واحدهایی هستند که دارای یک معنی، یعنی یک ارزش معنایی در زبان هستند. بنابراین آنها با نشانه های یک تجزیه کننده که حداقل عناصر نحو هستند متفاوت هستند.

## انواع بدوی

### اولیه های سطح ماشین
یک دستورالعمل ماشین ، معمولاً توسط یک برنامه اسمبلر تولید می شود، اغلب کوچکترین واحد پردازش در نظر گرفته می شود، اگرچه همیشه اینطور نیست. معمولاً عملیاتی را انجام می‌دهد که تصور می‌شود یک عملیات است، مانند کپی کردن یک بایت یا رشته‌ای از بایت‌ها از یک مکان حافظه رایانه به مکان دیگر یا افزودن یک ثبت پردازنده به دیگری.

### میکروکدهای اولیه
با این حال، بسیاری از رایانه‌های امروزی در واقع واحد پردازشی پایین‌تری به نام میکروکد را در خود جای می‌دهند که کد ماشین را تفسیر می‌کند و در آن زمان است که دستورالعمل‌های میکروکد، ابتدایی‌های اصلی خواهند بود. این دستورالعمل‌ها معمولاً فقط توسط برنامه‌نویس‌های فروشنده سخت‌افزار برای اصلاح در دسترس هستند.

### زبان های ابتدایی سطح بالا
یک برنامه زبان برنامه نویسی سطح بالا (HLL) از عبارات گسسته و انواع داده های اولیه تشکیل شده است که ممکن است برای انجام یک عملیات واحد یا نمایش یک آیتم داده واحد، اما در سطح معنایی بالاتر از آنچه توسط ماشین ارائه می شود، درک شوند . کپی کردن یک آیتم داده از یک مکان به مکان دیگر ممکن است در واقع شامل بسیاری از دستورالعمل‌های ماشین باشد که برای مثال،
- آدرس هر دو عملوند در حافظه را بر اساس موقعیت آنها در یک ساختار داده محاسبه کنید.
- تبدیل از یک نوع داده به نوع دیگر
- انجام عملیات ذخیره نهایی به مقصد مورد نظر.

برخی از دستورات HLL، به ویژه آنهایی که شامل حلقه‌ها می‌شوند، می‌توانند هزاران یا حتی میلیون‌ها اولیه را در یک زبان برنامه‌نویسی سطح پایین (LLL) ایجاد کنند، که شامل طول مسیر دستورالعمل واقعی است که پردازنده باید در پایین‌ترین سطح اجرا کند. از این تصور به عنوان مجازات انتزاعی یاد شده است. 

### تفسیر زبان های ابتدایی
یک دستور زبان تفسیر شده شباهت هایی به HLL اولیه دارد، اما با یک لایه اضافه شده بیشتر. قبل از اینکه دستور به روشی بسیار شبیه به دستور HLL اجرا شود: ابتدا باید توسط یک مفسر پردازش شود، فرآیندی که ممکن است شامل بسیاری از موارد اولیه در زبان ماشین مقصد باشد.

### زبان های اولیه نسل چهارم و پنجم
زبان‌های برنامه‌نویسی نسل چهارم (4GL) و زبان‌های برنامه‌نویسی نسل پنجم (5GL) یک تناظر ساده یک به چند از زبان‌های ابتدایی سطح بالا به پایین ندارند. برخی از عناصر اولیه زبان تفسیر شده در مشخصات 4GL و 5GL وجود دارد، اما رویکرد به مسئله اصلی کمتر یک ساختار زبان رویه‌ای است و بیشتر به سمت حل مسئله و مهندسی سیستم‌ها گرایش دارد.